# Mediterrán sün
A mediterrán sün (Atelerix algirus) az emlősök (Mammalia) osztályának Eulipotyphla rendjébe, ezen belül a sünfélék (Erinaceidae) családjába és a tüskés sünök (Erinaceinae) alcsaládjába tartozó faj.

## Előfordulása
A mediterrán sün a Földközi-tenger nyugati medencéjének partvidékén, Afrikában és Spanyolországban él. Franciaországból kipusztult.

## Alfajai
- Atelerix algirus algirus Lereboullet, 1842
- Atelerix algirus girbanensis Vesmanis, 1980
- Atelerix algirus vagans Thomas, 1901

## Megjelenése
Ez az európai sünhöz (Erinaceus europaeus) nagyon hasonló faj „lenyírt”, tüskétlen fejtetejéről, valamint zömökebb testéről ismerhető fel.

## Érdekesség
A fehérhasú sünnel (Atelerix albiventris) történt keresztezéséből jött létre az afrikai fehérhasú törpesün néven ismert, hazánkban legálisan tartható háziállat.